# Candidose cutanéomuqueuse chronique
 Mise en garde médicale
La candidose cutanéomuqueuse chronique (CCMC) est une maladie génétique causée par une altération des lymphocytes T, dans leur défense face à la levure Candida. Elle se caractérise par une multitude de symptômes comprenant généralement des infections chroniques à Candida affectant la bouche, la peau et les ongles. Candida perturbe le système immunitaire des personnes affectées et peut provoquer des troubles immunitaires et auto-immuns assez larges.

## Signes et symptômes
En temps normal, Candida est une levure parfaitement toléré par l'organisme sain. Les defenses immunitaires, notamment les lymphocytes de types Th17 et le microbiote, limitent bien la proliferation fongique, mais dans le cas de la CCMC, des mutations de l'ADN provoquent des anomalies, allant de la perturbation des cytokines permettant de combattre candida à l'absence pure et simple des lymphocytes les produisant ; ces différentes mutations peuvent alors provoquer de multiple symptômes en fonction des gènes touchés et produisent différentes formes de la maladie. Voila pourquoi la CCMC est plutôt perçue comme étant un spectre de troubles associés à ces mutations génétiques que comme une maladie unique,.    
La CCMC est associé à des signes cliniques très divers, les symptômes peuvent être bénins (CMC isolé, autre infection a mycoses légères…) ou assez graves (défiguration importante du visage/de la peau, maladie auto-immune/endocrinienne, neuropathie…), et certains peuvent entrainer la mort (candidose invasive, auto-immunité sévère, cancer, anévrisme),. Ces différentes formes cliniques sont associées à des mutations génétiques distinctes, ces sous-types sont répertoriés dans la base OMIM. La CCMC est un trouble du déficit immunitaire primitif , il ne faut pas le confondre avec la Candidose muco-cutané (CMC) simple qui est un signe clinique, certaines publications anglo-saxonnes font la différence en parlant de Chronic mucocutaneous candidiasis disease/syndrome (CMCD/CMCS) pour y faire reference.
| Type (transmission)                  | Signes cliniques | Profil immunologique |
| ------------------------------------ | --- | --- |
| CANDF1 (AD)                          | CMC sévères, dermatophytose, alopécie, perte de dents, infections virales récurrentes, maladies thyroïdiennes auto-immune, hémiparésie, acné rosacée, anémie ferriprive.                                                                    | — |
| IMD 103 (AR) \|Anciennement CANDF2\| | CMC étendue + infections invasives (abcès cérébraux, ostéomyélite à Candida, dermatophyties profondes, méningite à Candida). | Taux élevés d’éosinophiles et d’IgE ; hypogammaglobulinémie partielle possible (IgG), altération de la réponse T spécifique au Candida. |
| CANDF3 (AD)                          | CMC. | — |
| CANDF4 (AR)                          | Muguet buccal, vaginites récidivantes, onychomycose chronique, colites inflammatoires localisées. Évolution lente. Peu d’infections extra-muqueuses.                                                                                        | Défaut de reconnaissance des β-glucanes (CLEC7A/Dectin-1). Réponse Th17 diminuée.                                                       |
| IMD 51 (AR) \|Anciennement CANDF5\|  | CMC généralisée (langue, ongles, peau), prévalence aux infections staphylococciques et bactériennes. | Blocage complet de la signalisation IL-17A/F via IL-17RA.                                                                               |
| CANDF6 (AD)                          | CMC. | Mutation dominante négative IL-17F. Blocage partiel de la voie IL-17. Pas d’anomalie lymphocytaire.                                     |
| IMD 31C (AD) \|Anciennement CANDF7\| | CMC sévère, infections virales (HSV, VZV, HPV), mycobactéries, staphylocoques. Auto-immunité multiple : thyroïdite, lupus, cytopénies. Anévrismes cérébraux. Troubles du développement, diabète, anémie hémolytique. Atteintes systémiques. | Gain de fonction STAT1. Inhibition différenciation Th17. Hyperactivité IFNγ. Auto-anticorps fréquents. Lymphopénie CD4 possible.        |
| CANDF8 (AR)                          | CMC, eczéma sévère, respiration sifflante, infections respiratoires. Réaction marquée aux piqûres d'insectes. | Mutation ACT1 (TRAF3IP2). Blocage de signalisation IL-17 malgré Th17 normaux.                                                           |
| CANDF9 (AR)                          | CMC, onyxis, sinusites et otites récidivantes. Forme modérée mais persistante. | Déficit de signalisation IL-17 via IL-17RC,.                                                                                            |

## Diagnostic
Le diagnostic peut s’appuyer sur des : 
- tests génétiques ;
- tests d’immunité cellulaire ;
- biopsies cutanées ;
- signes cliniques[9],[6].

En 2025, les errances diagnostiques sont fréquentes car les mycoses sont souvent négligées en formation médicale,, la méconnaissance des signes cliniques, excepté dans les cas graves, freine leur reconnaissance,. Les documents officiels se concentrent exclusivement sur les formes  invasives, excluant les formes chroniques cutanéo‑muqueuses. La décrédibilisation  de la « candidose chronique (en) » théorisé par William G. Crook, souvent considérée comme pseudoscientifique, a aussi freiné l'intégration de ces troubles dans l’enseignement médical classique. 
L'association de symptômes atypiques et d'infection répétées à mycoses est un signe important au diagnostique,.
La CCMC peut faire partie d'un syndrome plus large  impliquant l'hypoparathyroïdie et  Maladie d’Addison appelé «polyendocrinopathie auto-immune type 1» ou encore syndrome APECED .

## Cause
La candidose cutanéomuqueuse chronique est causée par des anomalies génétiques affectant l’immunité à médiation cellulaire, en particulier la voie de l'interleukine-17 (IL-17). Les lymphocytes Th17 ont des liens prouvés avec des troubles auto-immuns et endocriniens divers,leur perturbation par Candida doit être la cause d'une partie de ces memes troubles retrouvés chez les patients souffrant de CCMC. 
Chez l’être humain, Candida est un commensal du microbiote. L’immunité reste proportionnée pour maintenir cet équilibre. L’absence de forte pression évolutive pour éliminer complètement Candida pourrait expliquer la persistance de mutations génétiques prédisposantes à cette maladie.

## Traitement
Le traitement repose sur l’identification de l’espèce de Candida impliquée et le choix d’un antifongique approprié, il peut être nécessaire de les prendre pendant longtemps. Les troubles associés (auto-immuns, endocrinien etc.) disparaissent généralement lorsque les infections fongiques cessent,, sinon un traitement par immunosuppresseur peut être de mise. 
- Fluconazole (surtout pour Candida albicans) ;
- autres azolés (itraconazole, voriconazole, Posaconazole…) ;
- échinocandine  ou amphotéricine B en cas de résistance ou d'espèces atypiques ;
- IgIV en cas de déficit en anticorps ;
- inhibiteur JAK.

Un suivi combiné avec dépistage annuel est recommandé.